# شهرستان تاراسوفسکی
شهرستان تاراسوفسکی (به لاتین: Tarasovsky District) یک شهرستان در روسیه است که در استان روستوف واقع شده‌است.